# Tour della nazionale maschile di rugby a 15 del Canada 2004
Dopo i mondiali di rugby del 2003 (eliminata alla prima fase), la nazionale canadese di rugby union si reca in tour varie volte. nel 2004 visitò Italia ed Inghilterra
Contro un'Italia determinata, il Canada soffre la mancanza dei giocatori impegnati in Inghilterra nel campionato.
| L'Aquila 6 novembre 2004 | Italia | 51 – 7 | Canada | Tommaso Fattori |

Non andrà meglio comunque neanche una settimana dopo contro l'Inghilterra.
| Londra 13 novembre 2004 | Inghilterra | 0 – 70 | Canada | Twickenham |